# 保守黨 (羅馬尼亞，1880年–1918年)
保守黨（羅馬尼亞語：Partidul Conservator）是羅馬尼亞歷史上的一個政黨，是1880年至1918年間羅馬尼亞最重要的兩個政黨之一，另一個是自由黨。

## 黨主席
- Emanoil (Manolache) Costache Epureanu（1880年2月－9月）
- 拉斯克爾·卡塔爾久（1880年－1999年）
- 格奧爾基·格里戈雷·坎塔庫茲諾（1899年－1907年）
- 彼得·P.·卡普（英语：Petre P. Carp）（1907年－1913年）
- Titu Maiorescu（1913年－1914年）
- 亞歷山德魯·馬吉羅曼（1914年－1925年）

資料來源：Scurtu 1982

## 其他重要成員
- 亞歷山大·拉霍瓦里（英语：Alexandru Lahovary）
- 米哈伊爾·G·坎塔庫茲諾（英语：Mihail G. Cantacuzino）